# Малениська (Лежайський повіт)
Малениська (пол. Maleniska) — село в Польщі, у гміні Лежайськ Лежайського повіту Підкарпатського воєводства.
Населення — 302 особи (2011).
У 1975-1998 роках село належало до .

## Демографія
Демографічна структура станом на 31 березня 2011 року:
|          | Загалом | Допрацездатний вік | Працездатний вік | Постпрацездатний вік |
| -------- | ------- | ------------------ | ---------------- | -------------------- |
| Чоловіки | 158     | 36                 | 109              | 13                   |
| Жінки    | 144     | 34                 | 80               | 30                   |
| Разом    | 302     | 70                 | 189              | 43                   |